# Murowanka (gmina Rukojnie)
Murowanka (lit. Mūrininkai) – wieś na Litwie, w okręgu wileńskim, w rejonie wileńskim, w gminie Rukojnie, przy drodze magistralnej A3.

## Historia
Pod zaborami wieś, zaścianek i osada karczemna; w II Rzeczypospolitej wieś i zaścianek. W XIX i w początkach XX w. położona była w Rosji, w guberni wileńskiej, w powiecie wileńskim, w gminie Rukojnie. Po I wojnie światowej pod administracją polską, w Zarządzie Cywilnym Ziem Wschodnich. W latach 1920–1922 w składzie Litwy Środkowej.
Od 11 kwietnia 1922 leżała w Polsce, w województwie wileńskim, w powiecie wileńsko-trockim, do 1 kwietnia 1927 w gminie Rukojnie, następnie w gminie Szumsk. W 1931 miejscowość liczyła:
- wieś – 38 mieszkańców, zamieszkałych w 8 budynkach,
- zaścianek – 53 mieszkańców, zamieszkałych w 8 budynkach[3].

Po II wojnie światowej w granicach Związku Sowieckiego. Od 1991 na niepodległej Litwie.